# پشتی
پشتی، روستایی در دهستان زرآباد شرقی بخش مرکزی شهرستان زرآباد در استان سیستان و بلوچستان ایران است.

## جمعیت
بر پایه سرشماری عمومی نفوس و مسکن در سال ۱۳۹۵، جمعیت این روستا برابر با ۶۲ نفر (۱۷ خانوار) بوده‌است.